# Јак Јоала
Јак Јоала (ест. Jaak Joala; Виљанди, 26. јун 1950 — Талин, 25. септембар 2014) био је естонски певач.

## Музичка каријера
Јоал су сматрали музичком легендом. Своју каријеру певача започео је 1967. године. У јесен 1968. године, био је ангажован од стране басиста и певача тоиво Курмета из тада популарног бенда Вирмалисед. У бенду је научио певати доста њихових песама. Поред тога, јоал је изводио страну музику за естонску и совјетску публику на естонском језику. Од године 1980. био је познат под надимком Кремљински славуј јер је често наступао и снимао песме у тадашњем Совјетском Савезу, а велики део његовог репертоара био је на руском језику.